# Free!
Free! é uma série de anime dirigida por Hiroko Utsumi e produzida pela Kyoto Animation  e Animation Do. A série é baseada na light novel escrita por Kōji Ōji, High Speed! (ハイ☆スピード!, Hai Supīdo!, lit. Alta Velocidade!), que recebeu menção honrosa na segunda premiação da Kyoto Animation em 2011 e depois foi publicado em Julho de 2013. A primeira temporada do anime, conhecida como Free! - Iwatobi Swim Club, foi transmitida no Japão entre 4 de julho e 26 de setembro de 2013, e a segunda temporada (Free! - Eternal Summer) foi transmitida de 3 de julho a 25 de setembro de 2014.  Um filme do anime (High Speed! Free! Starting Days) foi lançado em 5 de dezembro de 2015 nos cinemas japoneses. Em 2017 foi lançado um filme com quatro histórias diferentes (Free!: Take Your Marks) e em 2018 estreou a terceira temporada (free!: Dive To The Future).

## Enredo
Free! começa com quatro meninos — Haruka, Makoto, Nagisa e Rin  — antes de sua graduação da 6ª série. O grupo havia participado de um torneio de natação e venceram, mas tiveram de se separar. Anos depois, Haruka, Makoto e Nagisa se reúnem novamente no ensino médio. Rin, que estava na Austrália, aparece desafiando Haruka para uma corrida e vence. Depois disso, Nagisa convence os outros dois a criarem um clube de natação. Haruka, Makoto, Nagisa e, mais tarde, Rei, formam o clube de natação do colégio Iwatobi e trabalham juntos para fazê-lo um sucesso. Rin percebe que sua vitória contra Haruka não significou nada, já que seu rival havia parado de nadar competitivamente e não estava no auge da sua forma física. Ele diz não poder "seguir em frente" até competir com Haruka no mesmo nível. Os membros do clube entram numa competição de natação contra Rin.

## Personagens
Haruka Nanase (七瀬 遙, Nanase Haruka)
Nanase Haruka ou Haru é uma pessoa quieta, de poucas expressões faciais, e tem dificuldade em comunicar seus sentimentos. Seu estilo de natação cativa a muitos e ele tem uma forte fixação por nado livre. Seu amor pela água é tão forte que ele comumente se despe até ficar só de roupa de banho ao ver água e até considera encontrar uma cachoeira como um encontro romântico. Ele costuma ser confundido com garotas por causa de seu nome feminino, então é geralmente chamado de Haru. Haruka vive com sua avó até ela morrer, enquanto seus pais moram e trabalham em Hokkaido, então sozinhos. Ele inicialmente desiste da natação competitiva após uma briga com Rin, depois dele ter uma competição amistosa, na infâcia, mas ele recupera sua paixão após o retorno de Rin ao Japão e redescobrindo a alegria do trabalho em equipe com seus amigos. Em Eternal Summer, Haruka enfrenta incertezas sobre fazer planos futuros, além de sofrer com a pressão da mídia, mas com o apoio de seus amigos, ele percebe que quer nadar competitivamente em um nível superior depois de Rin levar Haruka para a Austrália. Em Dive to the Future, ele continua se desenvolvendo como nadador competitivo na Universidade de Hidaka, competindo no All-Japan Invitational e se comprometendo com o sucesso em competições globais.
Makoto Tachibana (橘 真琴, Tachibana Makoto) - Makoto ou Mako é o melhor amigo de Haruka e está na mesma classe que ele. Diferente do amigo, Makoto é extrovertido e geralmente fala por ele. Ele é gentil e atencioso com os outros, mas se assusta facilmente. Ele desenvolveu Talassofobia devido a um incidente traumático com um pescador a quem ele admirava e que se afogou durante um tufão. Ele é o capitão do clube de natação. Seu estilo é o nado de costas. Ele parece ter medo de fantasma e também é hipoglicêmico devido ao excesso de açúcar. Temporadas a frente ele troca a natação para o estudo e também se voluntaria para ensinar crianças na natação infantil e também mostrar a elas o quanto a natação pode ser divertido deixando o nado profissional de lado.
Nagisa Hazuki (葉月 渚, Hazuki Nagisa)
Nagisa é um aluno do primeiro ano que estuda na mesma escola que os outros. É muito animado e não tem medo de falar o que pensa. Ele admira o nado de Haruka desde o fundamental e entra na mesma escola que ele na esperança de nadarem juntos novamente. É ele quem tem a ideia de começar um clube de natação na escola Iwatobi. Tem uma estranha fascinação pelo pinguim mascote do clube, Iwatobi-chan. Seu estilo é o nado de peito. Os pais de Nagisa na segunda temporada estavam para se mudar e Nagisa foge de casa porque não queria dar adeus a seus amigos, mas graças a estes, Nagisa tomou coragem para enfrentar seus pais, além de participar da natação deveria ter boas notas em todas as disciplinas. Com Haru e Makoto na Universidade de Hidaka, Nagisa só poderia contar com Rei e os outros nadadores novatos que entraram na Iwatobi.
Rei Ryūgazaki (竜ヶ崎 怜, Ryūgazaki Rei)
Rei é colega de classe de Nagisa. Ele é bonito e inteligente, mas, por algum motivo, facilmente manipulado por Nagisa. Ele é atraído fortemente por qualquer coisa bela, tangível ou intangível, e fará tudo o que puder para evitar coisas que ele considera "não belas". Rei era do clube de atletismo e recusou várias vezes entrar para o de natação, por não achar que era algo belo. Após ver o belo nado livre de Haruka, ele finalmente aceita. No começo, ele não consegue nadar, mas aprende com a ajuda de seus colegas de equipe. De todos os estilos de natação, Rei só consegue fazer o nado borboleta. Na segunda temporada, Haruka e Makoto iriam sair da Iwatobi e ele precisava aprender outros estilos de nado. O pessoal da Iwatobi parece não entender o que se passava na cabeça de Rei, até estes seguir Rei até a Samezuka onde estava tendo aulas de nado com Rin.
Rin Matsuoka (松岡 凛, Matsuoka Rin)
Rin é o rival de Haruka e seu antigo colega de equipe. Ele voltou ao Japão depois de estudar por um tempo na Austrália e surpreende seus antigos amigos com sua mudança de personalidade, causada por ter sido derrotado por Haruka em uma corrida na 7ª série. Ele estuda no colégio Samezuka, mas inicialmente não entrou para a equipe de natação. Apesar de sua auto-proclamada rivalidade com o clube de natação Iwatobi, ele se preocupa com os integrantes, particularmente com Haruka. Ele adotou o sonho de seu falecido pai de se tornar um nadador olímpico, mas depois decide seguir seu próprio sonho após competir nas regionais com Haruka, Makoto e Nagisa. Rin é melhor em nado borboleta, mas escolheu focar no nado livre para derrotar Haruka. Depois de ser tirado do revezamento, foi quando Rin proferiu tais palavras "Eu desisto de nadar!", mas graças ao seus companheiros da Iwatobi, ele pode voltar a nadar junto da Iwatobi. Ele depois vira capitão da Samezuka enquanto Seijuro Mikoshiba vai para universidade de Hidaka. Ele depois decide viajar para a Australia para poder competir em nível mundial. Na Australia Rin mantém relação com Russell e Lori, como se fosse sua segunda família, tendo uma relação paternal. Embora este compete com Haruka, este ainda mantém uma relação de rivalidade e amigável.
Gō Matsuoka (松岡 江, Matsuoka Gō)
Gō é a irmã mais nova de Rin. Ela está no primeiro ano da escola Iwatobi. Ela prefere ser chamada pela forma de leitura mais típica do seu nome, Kō, porque Gō é um nome masculino, mas com o tempo ela desiste, principalmente porque Nagisa insiste em chamá-la por Gō. Ela entra para o clube de natação como gerente, na esperança de ajudar Rin a voltar ao normal. É muito organizada e determinada, até usando caligrafia para criar um calendário de mais de 60 páginas para aumentar a pressão no treinamento. Ela tem um fetiche por músculos e costuma ficar vermelha quando os admira.
Sosuke Yamazaki (山崎 宗介 Yamazaki Sōsuke)
Sosuke é um dos melhores amigos de Matsouka Rin, tendo conhecido-o durante o ensino fundamental. Aparentemente, é uma boa pessoa e compreende muito seu amigo, sendo muitas vezes ultra protetor quando se trata de Rin. Apesar disso, costuma apresentar-se zangado ou relativamente descontente, principalmente quando próximo a Haru. É um dos alunos da Academia de Samezuka, sendo um dos membros da equipe de Matsouka. Seu estilo é o nado de costas. É um excelente nadador e costumava ser o principal rival de Rin quando mais jovens. Ele sofria de um problema no ombro direito, tal problema que poderia afastá-lo da natação, mesmo tendo àquele problema, este decide nadar junto de Rin, Nitori e Momo, recém chegado a Samezuka, fazendo reviver àquele momento em que Rin nadava junto do Makoto, Nagisa e do Haru. Na terceira temporada Sosuke opera o ombro e tudo indica que este teve êxito na operação, mas este não deveria se forçar na natação.
Aiichiro Nitori (似鳥 愛一郎 Nitori Aiichirō)
Aiichiro Nitori ou Ai é amigável e ligeiramente tagarela. Principal admirador de Matsouka Rin, é bastante esforçado e procura sempre espelhar-se a ele, principalmente em seus estilos de natação, além de fazer quase tudo por ele. Muito determinado, costuma ser muito duro e frustrado consigo mesmo, apesar de saber seus limites no esporte. Seus estilos são Peito e livre. Ele possui um tio estrangeiro que se chama Mikhail Makarovich Nitori, que ajuda Rin no nado olímpico. Este também é admirador de músculos como a Gō, irmã do Rin.
Seijuro Mikoshiba (御子柴 清十郎 Mikoshiba Seijūrō)
Seijuro Mikoshiba é o capitão do time de natação da Academia de Samezuka (durante a primeira temporada) e encontra-se em primeiro lugar no torneio regional. Além de ser um exímio nadador e um dedicado capitão, é um sujeito otimista e bem entusiasmado, que possui uma fraqueza quando se trata de garotas, principalmente por Matsouka Go. Pouco se sabe sobre a história de Seijuro, tendo poucas aparições no anime. Seu estilo de nado é borboleta. Ele depois deixa a Samezuka para depois entrar na Universidade de Hidaka.
Momotarou Mikoshiba ((御子柴 百太郎 Mikoshiba Momotarō)
Momotarou é o irmão mais novo do antigo capitão do time da escola Samezuka. Ele é muito parecido com seu irmão tanto na aparência como na personalidade. É um excelente nadador no estilo nado de costas. Momo alega já ter vencido várias competições durante o ensino fundamental e que não há uma única pessoa em sua cidade que não tenha ouvido falar dele. Quando encontra Rin, Sosuke e Aiichiro pela primeira vez, ele afirmou que os nadadores cujo competiram contra ele costumavam chamá-lo de Lontra Marítima do Mar Japonês.[1] Momotarou é muito animado, feliz e barulhento. Assim como seu irmão, ele se apaixona por Gō, à primeira vista, dizendo que ela é "muito bonita". [1]
Isuzu Mikoshiba ((御子柴 五十鈴 Mikoshiba Isuzu)
Ela é capitã do time da Universidade Hidaka e única mulher que nada profissionalmente. Ela é irmã de Seijuro e do Momo. Ela também tem uma afeição por meninas bonitas, no caso a Gō e também tem um fetiche no que diz respeito a homens musculosos. 
Kisumi Shigino (鴫野貴澄 Shigino Kisumi)
Kisumi é um dos estudantes de Iwatobi, sendo parte do clube de basquete. É um garoto amigável, extrovertido e bem desinibido, principalmente quando se trata de Makoto, seu amigo próximo durante o primeiro ano do ensino médio. Por falar o que pensa, costuma insultar as pessoas ao seu redor, mesmo não tendo essa intenção, como quando insinuou que, após a partida de Rin, Haru estava deplorável. Apesar disso, é um responsável irmão mais velho que zela pela felicidade de seu irmão mais novo, que apresentava dificuldades para aprender a nadar.
Ikuya Kirishima (桐嶋 郁弥, Kirishima Ikuya)
Ikuya era membro da equipe de natação da Iwatobi Junior High School com Haruka, Makoto e Asahi, com especialização em nado peito. Ele também possui um rastreamento elegante, semelhante em velocidade e estilo ao de Haruka. Depois que sua equipe de ensino fundamental se separou, ele segue seu irmão mais velho, Natsuya, para a América, onde frequenta o ensino médio, com foco no desenvolvimento de todas as quatro braçadas de natação para se tornar um competidor individual da Medley. Em Dive to the Future, ele frequenta a Universidade Shimogami, onde se junta à equipe de natação. Embora suas lutas pessoais afetem sua natação e suas amizades, elas são resolvidas posteriormente com a ajuda de Haruka. Ele possui uma expressão fechada assim como Haruka. Este tinha problemas para nadar, sentia seu corpo pesado. Ele mantinha relação com Hiyori Tono, outro nadador como além de seu melhor amigo.
Ayumu Kunikida (国木田 歩, Kunikida Ayumu)
Ayumu é uma garota de fala mansa que se junta ao Clube de Natação da Iwatobi High School para treinar como sua próxima gerente, após a formatura de Gō Matsuoka. Ao contrário de Gō, no entanto, ela prefere meninos que não sejam musculosos, mas que sejam um pouco corpulentos, gordos.
Ryuji Azuma (東 龍司, Azuma Ryuji)
Ex-aluno da Escola Iwatobi e da Escola do Clube de Natação Iwatobi, ele é um ex-nadador competitivo e atualmente treina Haruka Nanase. Ryuji estava a caminho da grandeza quando um evento o fez perder sua vantagem competitiva. Ele é respeitado por Haruka e aceito por Makoto, que Ryuji incentiva a trabalhar com atletas profissionais depois de observar como ele lida com a natureza selvagem de Haruka.
Miho Amakata (天方 美帆 Amakata Miho)
Ela é professora de literatura clássica da Iwatobi High School. Rumores entre os alunos sugerem que ela foi a Tóquio para perseguir seus sonhos, mas depois de reprovar, ela se tornou professora. Mesmo tendo uma personalidade peculiar e otimista, às vezes ele usa frases antigas e confusas da literatura para entender. Ela se torna a conselheira do clube de natação depois que Nagisa soube que seu trabalho em Tóquio envolvia roupas de banho, como biquínis e maiôs. Apenas Gorō sabia dela sobre seu envolvimento dos tais trajes de banho, tal assunto que a deixa embaraçada e que não quer falar, como também não quer ter seu corpo a amostra com um traje de banho.
Gorō Sasabe (笹部 吾朗 Sasabe Gorō)
Ele era o treinador do Clube de Natação de Iwatobi que Haru, Rin, Mako e Nagisa costumavam praticar quando crianças. Como o clube foi fechado e logo seria demolido, Gorō começou a trabalhar como entregador de pizza. Durante a primeira temporada, ele foi oferecido para treinar o clube de natação da Iwatobi, uma posição que ele aceitou de bom grado e ajudou com sucesso seus ex-alunos em sua preparação para o campeonato. Graças a Haru e aos outros, Gorō recuperou seu amor por nadar e vendeu o barco de pesca de seu pai para pagar os custos de reparo do antigo prédio de natação. Desta forma, ele fundou o Iwatobi SC Returns, que serve como local de prática para o clube da Iwatobi High School. O curioso é que Gorō é fâ do antigo trabalho da professora Miho Amakata, quando ela posava para revistas de trajes de banho. Este chegou a encarar a Amakata pensando conhecê-la, taxado como um tarado, até a Amakata encontrar as revistas que Gorō guardava que tinha as fotos dela que o faz manter segredo entre os alunos que a deixa sem jeito.